# قلیچی
قَلِیچی (انگلیسی Ghaleychi) روستایی در دهستان بالغلو در بخش مرکزی استان اردبیل ایران شده‌است.
دهیار عزیزی